# Stenocypha gracilis
Stenocypha gracilis – gatunek ważki z rodziny Chlorocyphidae. Występuje w Afryce Środkowej; stwierdzony w następujących krajach: Kamerun, Republika Środkowoafrykańska, Kongo, Demokratyczna Republika Konga, Gwinea Równikowa i Gabon.